# Франьо Арапович
Франьо Арапович (хорв. Franjo Arapović; 2 червня 1965, Сліпчич, біля Мостара, Боснія і Герцеговина) — хорватський баскетболіст, олімпійський медаліст.

## Виступи на Олімпіадах
| Олімпіада      | Дисципліна | Місце |
| -------------- | ---------- | ----- |
| Сеул 1988      | баскетбол  | 2     |
| Барселона 1992 | баскетбол  | 2     |